# Eve Sussman
Eve Sussman est une artiste américaine, d'origine britannique, des arts visuels : film, vidéo, installation, sculpture et photographie. Elle réside à Brooklyn, New York, où elle a fondé sa compagnie, la Rufus Corporation.

## Éléments biographiques
Elle a fait ses études au Robert College d'Istanbul, puis à l'université de Canterbury, et au Bennington College. Sa première exposition solo est à la Bronwyn Keenan Galerie de Soho en 1997.
En 2003, elle commence à travailler en collaboration avec The Rufus Corporation, une compagnie qu'elle a cofondée, avec d'autres artistes et musiciens internationaux. Elle réalise des films et vidéos sur des œuvres d'art, notamment 89 Seconds at Alcázar, en 2004, et The Rape of the Sabine Women [L’Enlèvement des Sabines]  en 2007. 

## Quelques œuvres
89 Secondes à l'Alcazar dure 10 minutes, s'écoulant en continu et imaginant les moments juste avant et après l'image figée dans la peinture de Diego Vélasquez, les Ménines (1656). L’œuvre est créée en 2004 à la Biennale du Whitney.
The Rape of the Sabine Women est une vidéo musicale vaguement basée sur le mythe de la fondation de Rome, et inspiré par le chef-d’œuvre du peintre néoclassique français Jacques-Louis David, L'intervention des Sabines (1794-1799). Elle a été tournée en Grèce et en Allemagne,.
Le film de 2011, whiteonwhite:algorithmicnoir suit les observations et surveillance d'un géophysicien et spécialiste logiciel  coincé dans une ville futuriste.
Yuri's Office, publié en 2010, est un film construit en coopération avec The Rufus Corporation. L’œuvre est en trois dimensions, et est une version d'une photo originale prise par Sussman représentant de le bureau de Youri Gagarine.

## Expositions

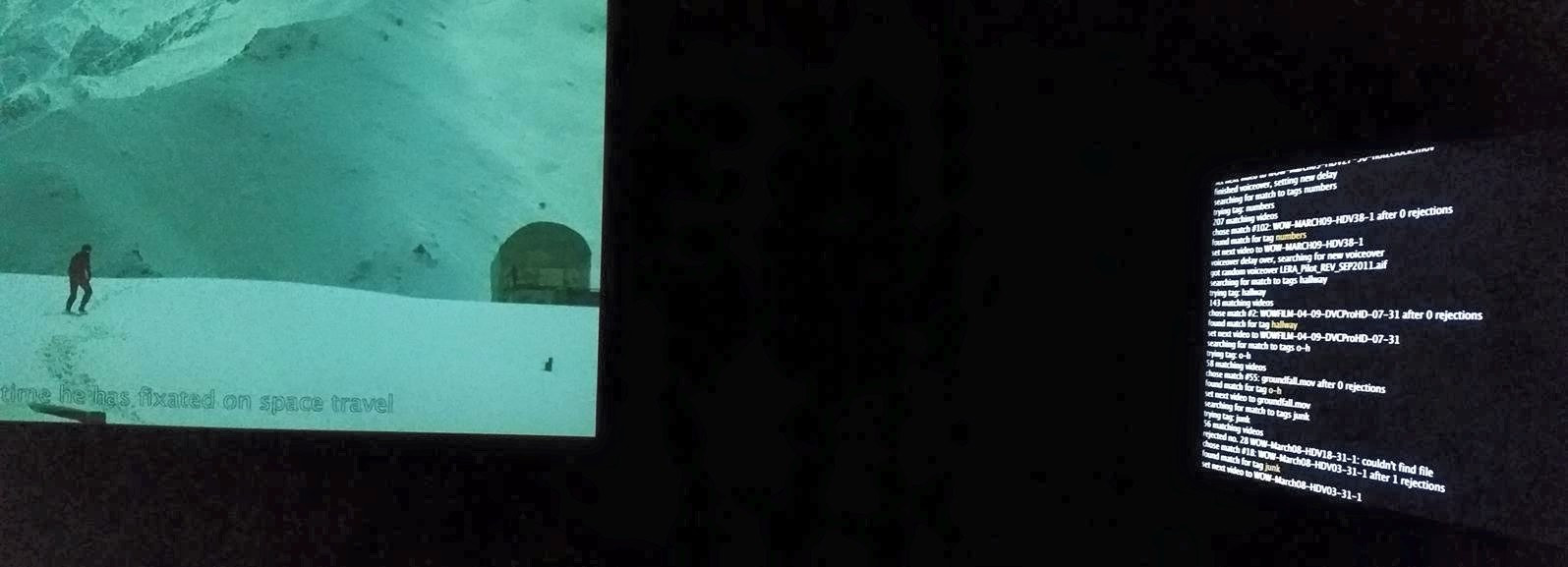
whiteonwhite:algorithmicnoir au Smithsonian American Art Museum.

Son travail a été exposé au Whitney Museum of American Art et dans des établissements de Turquie, Autriche, Royaume-Uni, Irlande, Allemagne, Italie, Espagne, Croatie, France, Pologne et Canada.